# Тихоокеанський флот Росії
Червонопрапорний Тихоокеанський флот (рос. Краснознамённый Тихоокеанский флот) — оперативно-стратегічне об'єднання Військово-морського флоту Росії на Тихому океані у складі Східного військового округу. 

## Історія
Утворений в січні 1935 року шляхом перейменування морських сил Далекого Сходу.

### Командувачі
- Вікторов Михайло Володимирович (квітень 1932 - червень 1937),  флагман флоту 1 рангу (з 11.1935)
- Кірєєв Григорій Петрович (червень 1937 - січень 1938),  флагман флоту 2 рангу
- Кузнецов Микола Герасимович (січень 1938 - березень 1939),  флагман 2 рангу
- Юмашев І. С. (червень 1941 — до кінця радянсько-японської війни), віце-адмірал, з травня 1943 адмірал

## Структура
Приморська флотилія різнорідних сил (штаб — Фокіно)
- 36-а дивізія надводних кораблів (база — Фокіно)

| Тип                                            | Бортовий номер | Найменування                        | У складі флоту        | Стан      | Примітки |
| Крейсери                                       |                |                                     |                       |           |          |
| ---------------------------------------------- | -------------- | ----------------------------------- | --------------------- | --------- | -------- |
| важкий атомний ракетний крейсер проєкту 1144.2 | 015            | «Адмірал Лазарєв» «Адмирал Лазарев» | з 31 жовтня 1984 року | в ремонті |          |
| ракетний крейсер проєкту 1164                  | 011            | «Варяґ» «Варяг»                     | з 25 грудня 1989 року | в строю   |          |
| Ескадрені міноносці                            |                |                                     |                       |           |          |
|                                                |                |                                     |                       |           |          |
|                                                |                |                                     |                       |           |          |
|                                                |                |                                     |                       |           |          |
|                                                |                |                                     |                       |           |          |

Угруповання військ і сил на північному сході (штаб — Петропавловськ-Камчатський)
- 16-я ескадра підводних човнів (штаб — Вілючинськ)

- 10-а дивізія підводних човнів (база — бухта Крашеніннікова)
- 25-а дивізія підводних човнів (база — бухта Крашеніннікова)

До складу Тихоокеанського флоту входять:
- 3 атомних ракетних підводних крейсера стратегічного призначення пр. 667БДР]],
- 5 атомних  підводних човнів з крилатими ракетами пр. 949А,
- 5 атомних  підводних човнів  пр. 971,
- 8 дизельних  підводних човнів пр. 877,
- 1 ракетний крейсер  «Варяг» пр. 1164
- 1 важкий атомний ракетний крейсер «Адмірал Лазарєв» пр. 1144 знаходиться в консервації,
- 1  есмінець пр. 956 (ще 3 в консервації),
- 4 великих протичовнових корабля пр. 1155,
- 8 малих протичовнових кораблів пр. 1124М,
- 4 малих ракетних кораблі пр. 12341,
- 10 ракетних катерів пр. 12411,
- 9 тральщиків,
- 4 великі  десантні кораблі (один пр. 1171, два пр. 775, один пр. 775М)[4].